# Военно-морские силы Чили
Военно-морские силы Чили (исп. Armada de Chile) — один из видов вооружённых сил Республики Чили. В основном включают в себя военно-морской флот, военно-морскую авиацию, морскую пехоту, части и подразделения специального назначения.

## Организация

### Военно-морские зоны
- I-я военно-морская зона (исп. I Zona Naval), Вальпараисо
- II-я военно-морская зона (исп. II Zona Naval), Талькауано
- III-я военно-морская зона (исп. III Zona Naval), Пунта Аренас
- IV-я военно-морская зона (исп. IV Zona Naval), Икике
- V-я военно-морская зона (исп. V Zona Naval), Пуэрто-Монт

### Военно-морские командования
Военно-морские силы Чили имеют в своём составе следующие оперативные командования:
- Национальная эскадра (исп. Escuadra Nacional)[2]
- Военно-морская авиация (исп. Aviación Naval)[3]
- Подводные силы (исп. Fuerza de Submarinos)[4]
- Корпус морской пехоты (исп. Cuerpo de Infantería de Marina)[5]
- Амфибийное и морское транспортное командование (исп. Comando Anfibio y de Transportes Navales)[6]
- Командование специальных сил (исп. Comando de Fuerzas Especiales)[7]
- Командование ракетных катеров Севера и Юга (исп. Comando de Misileras Norte y Sur)[8]

### Рода сил

#### Надводный флот
Надводный флот имеет в строю 8 фрегатов, 7 ракетных катеров, а также 2 малых десантных корабля. Также имеется минный заградитель, танкер, буксир и учебная баркентина. 
4 фрегата ранее принадлежали Королевскому ВМФ Великобритании, ещё 4 Королевским ВМС Нидерландов. Ракетные катера ранее принадлежали ВМС Израиля и Германии

#### Подводный флот
Военно-морской флот Чили имеет в строю четыре современные дизель-электрические подводные лодки, вооружённые торпедами. Две лодки типа 209 (тип 209/1300-L и тип 209/1400-L) построены в Германии и находятся в строю с 1982 и 1984 года соответственно. Две другие типа «Скорпен» (фр. «Scorpène») построены во Франции и находятся в строю с 2005 года.

#### Военно-морская авиация
Основная база авиации берегового базирования ВМС Чили расположена в городе Конкон в центральной Части Чили, где базируются противолодочные, патрульные, поисково-спасательные, учебные и общего назначения самолёты и вертолёты, находится вся наземная инфраструктура и учебный центр. Кроме того, по одному противолодочному или многоцелевому ударному вертолёту имеют на борту фрегаты ВМФ Чили.

#### Спецназ ВМС
Включает в себа группы тактических водолазов и диверсантов-десантников морской пехоты. Проходят интенсивную подготовку, позволяющую им работать на любой местности в любых условиях. Действуют в интересах ВМС и считаются элитой Военно-морских сил.

## Пункты базирования

### Военно-морской флот

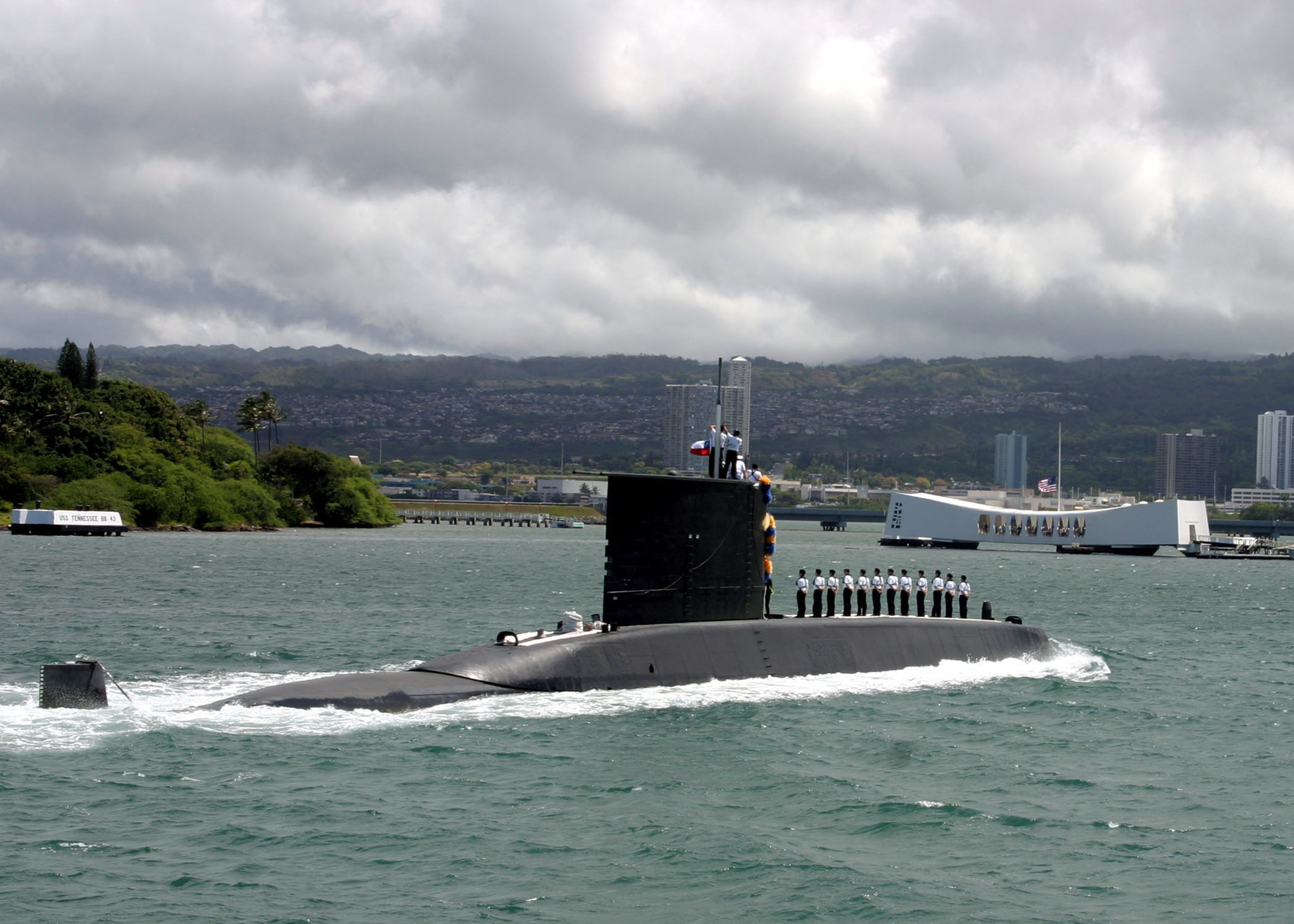
подводная лодка проекта 209/1300 SS-21 «Simpson»

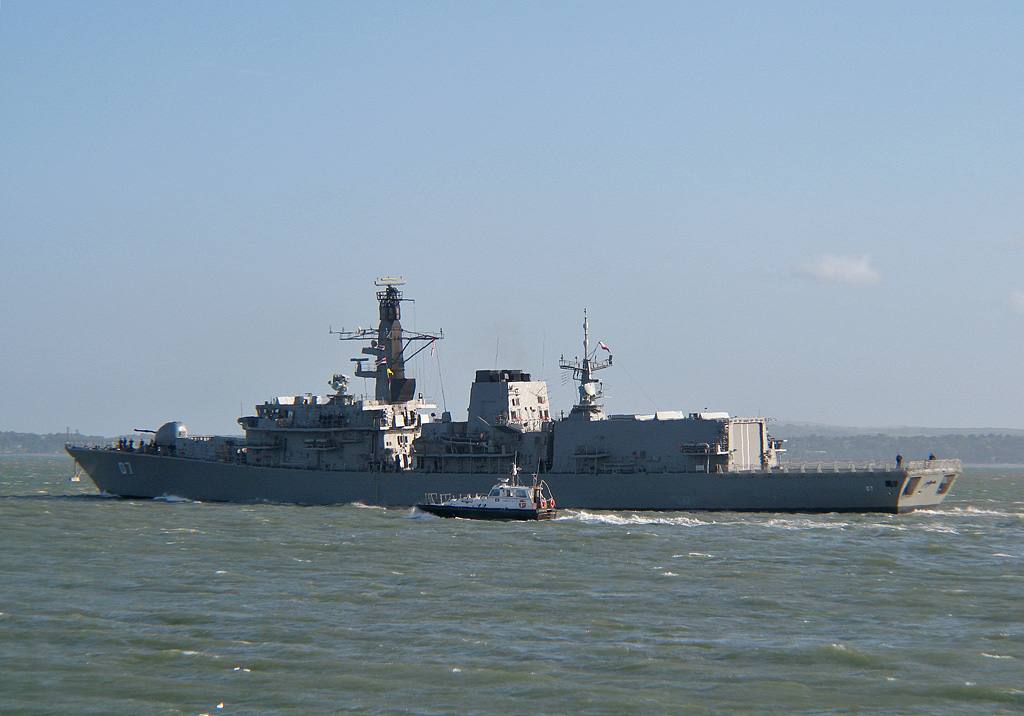
Фрегат типа 23 FF-07 «Almirante Lynch»

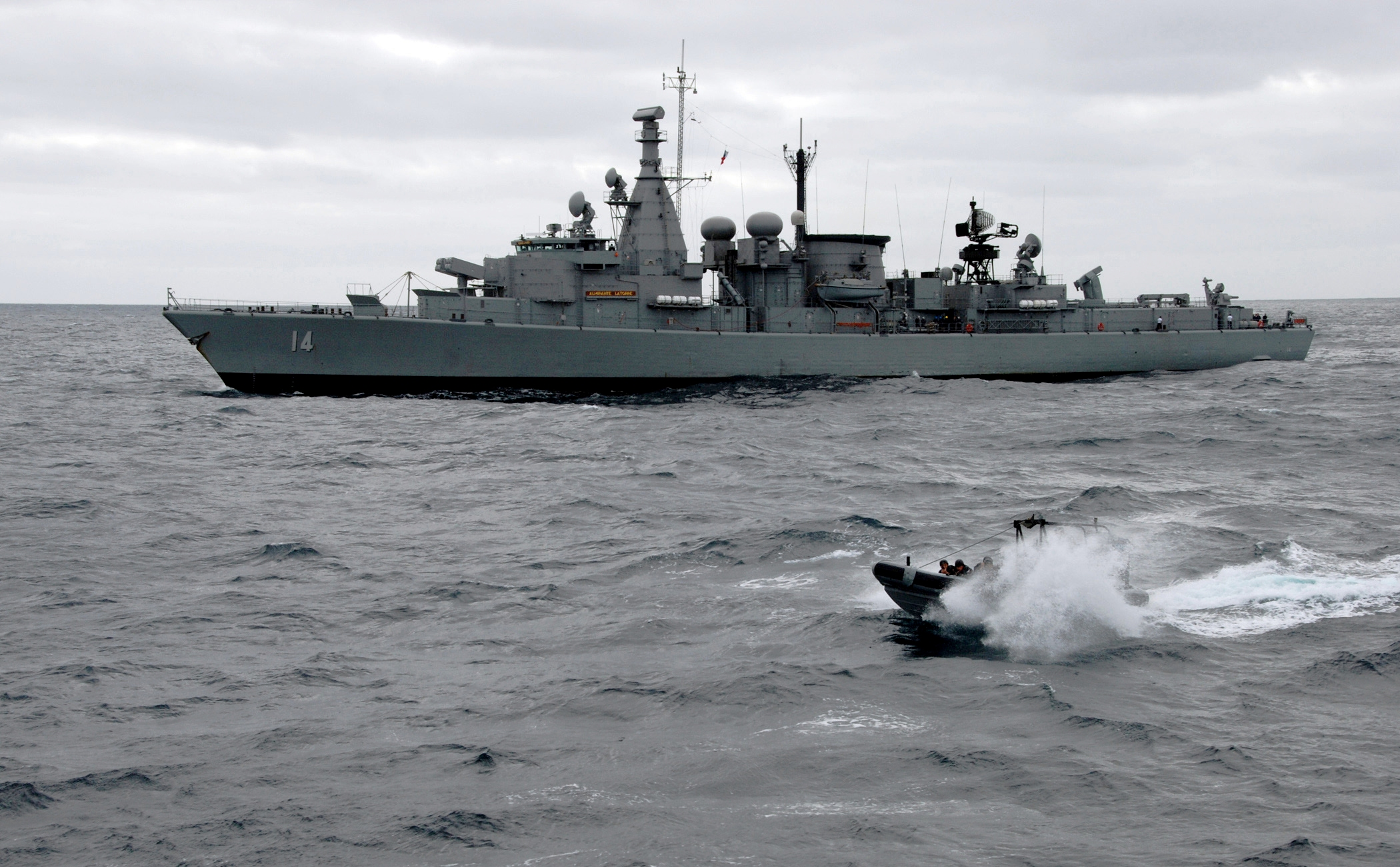
Фрегат типа «Jacob van Heemskerck» FFG-14 «Almirante Latorre»

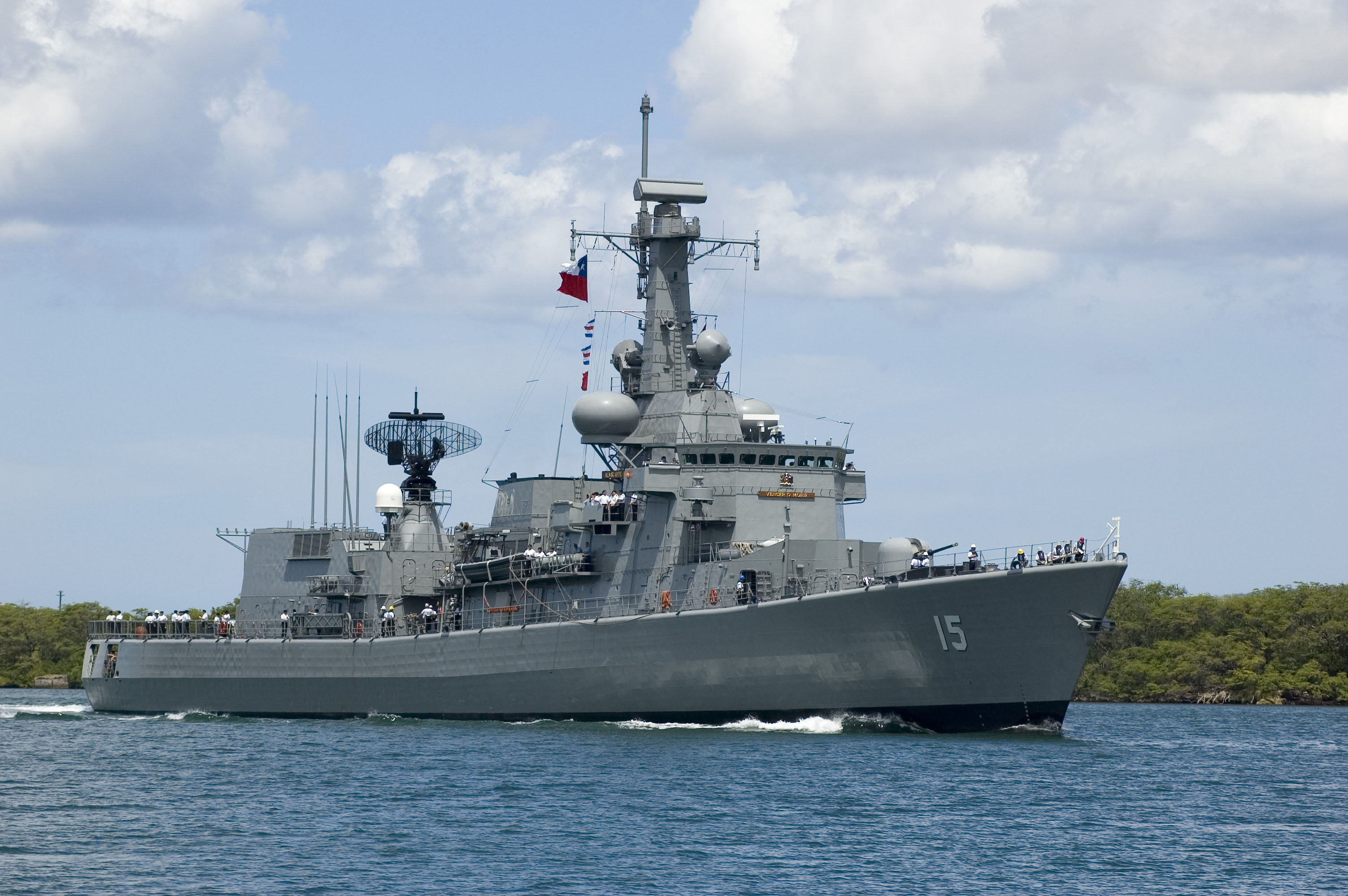
Фрегат типа «Karel Doorman» FF-15 «Almirante Blanco Encalada»

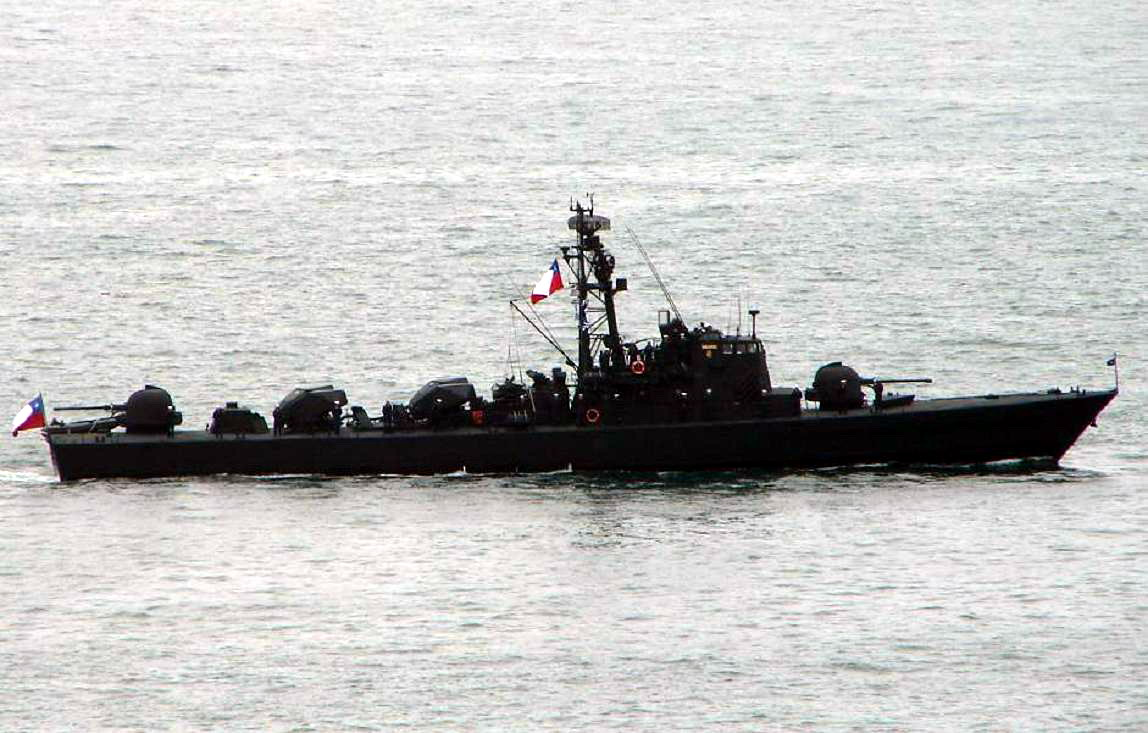
Ракетный катер типа «Sa’ar IV» LM-34 «Angamos»

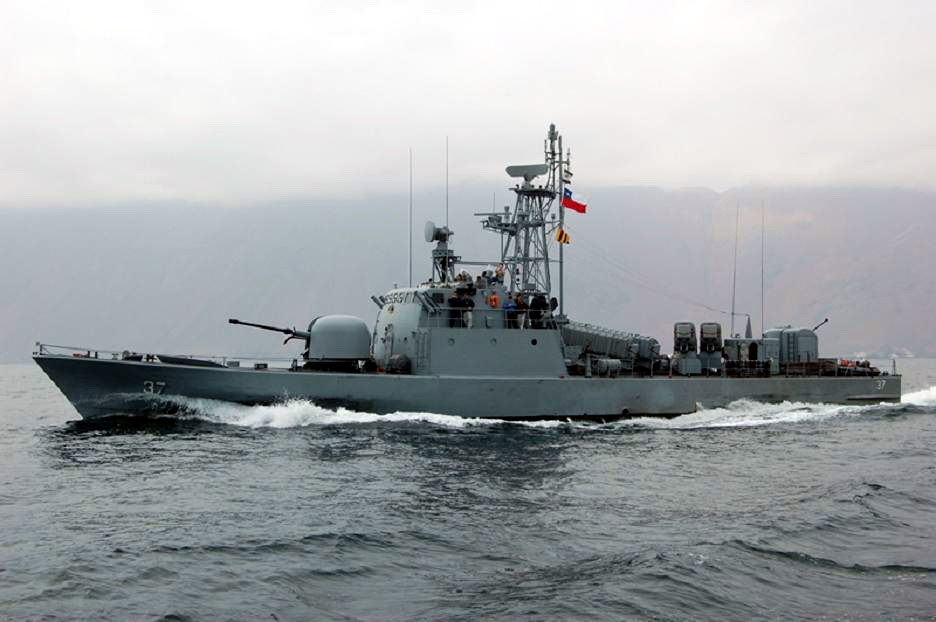
Ракетный катер типа 148 LM-37 «Orella»

- ВМБ Вальпараисо
- ВМБ Талькауано
- ВМБ Пунта-Аренас
- ВМБ Икике
- ВМБ Пуэрто-Монт

### Военно-морская авиация
- Морская авиабаза Конкон

## Боевой состав

### Военно-морской флот
| Тип                                      | Номер вымпела   | Наименование                | В составе флота         | Состояние       | Примечания                                                                           |
| Подводные лодки                          | Подводные лодки | Подводные лодки             | Подводные лодки         | Подводные лодки | Подводные лодки                                                                      |
| ---------------------------------------- | --------------- | --------------------------- | ----------------------- | --------------- | ------------------------------------------------------------------------------------ |
| подводная лодка типа 209/1400-L          | SS-20           | «Томпсон»                   | с 1984 года             | в строю         |                                                                                      |
| подводная лодка типа 209/1300-L          | SS-21           | «Симпсон»                   | с 1982 года             | в строю         |                                                                                      |
| подводная лодка типа «Скорпен»           | SS-22           | «Каррера»                   | с 2005 года             | в строю         |                                                                                      |
| подводная лодка типа «Скорпен»           | SS-23           | «О’Хиггинс»                 | с 2005 года             | в строю         |                                                                                      |
| Фрегаты                                  |                 |                             |                         |                 |                                                                                      |
| фрегат типа 22                           | FF-19           | «Almirante Williams»        | с 5 сентября 2005 года  | в строю         | бывший HMS «Sheffield»                                                               |
| фрегат типа 23                           | FF-05           | «Almirante Cochrane»        | с 14 декабря 2007 года  | в строю         | бывший HMS «Norfolk»                                                                 |
| фрегат типа 23                           | FF-06           | «Almirante Condell»         | с 28 мая 2008 года      | в строю         | бывший HMS «Marlborough»                                                             |
| фрегат типа 23                           | FF-07           | «Almirante Lynch»           | с 27 марта 2007 года    | в строю         | бывший HMS «Grafton»                                                                 |
| фрегат типа «Jacob van Heemskerck»       | FFG-11          | «Capitán Prat»              | с 25 октября 2006 года  | в строю         | бывший Hr.Ms. «Witte de With»                                                        |
| фрегат типа «Jacob van Heemskerck»       | FFG-14          | «Almirante Latorre»         | с 6 марта 2006 года     | в строю         | бывший Hr.Ms. «Jacob van Heemskerck»                                                 |
| фрегат типа «Karel Doorman»              | FF-15           | «Almirante Blanco Encalada» | с 16 декабря 2005 года  | в строю         | бывший Hr.Ms. «Abraham van der Hulst»                                                |
| фрегат типа «Karel Doorman»              | FF-18           | «Almirante Riveros»         | нет данных              | в строю         | бывший Hr.Ms. «Tjerk Hiddes»                                                         |
| Ракетные катера                          |                 |                             |                         |                 |                                                                                      |
| ракетный катер типа «Sa’ar IV»           | LM-30           | «Casma»                     | с 8 ноября 1979 года    | в строю         | бывший «Romach»                                                                      |
| ракетный катер типа «Sa’ar IV»           | LM-31           | «Chipana»                   | с 30 декабря 1980 года  | в строю         | бывший «Keshet»                                                                      |
| ракетный катер типа «Sa’ar IV»           | LM-34           | «Angamos»                   | с 1 июня 1997 года      | в строю         | бывший «Reshef»                                                                      |
| ракетный катер типа 148                  | LM-36           | «Riquelme»                  | с 27 августа 1997 года  | в строю         | бывший S-49 «Wolf»                                                                   |
| ракетный катер типа 148                  | LM-37           | «Orella»                    | с 27 августа 1997 года  | в строю         | бывший S-54 «Elster»                                                                 |
| ракетный катер типа 148                  | LM-38           | «Serrano»                   | с 22 сентября 1998 года | в строю         | бывший S-60 «Kranich»                                                                |
| ракетный катер типа 148                  | LM-39           | «Uribe»                     | с 22 сентября 1998 года | в строю         | бывший S-41 «Tiger»                                                                  |
| Десантные корабли                        |                 |                             |                         |                 |                                                                                      |
| большой десантный корабль типа «Newport» | LST-93          | «Valdivia»                  | с 30 сентября 1995 года | списан          | бывший USS «San Bernardino» (LST 1189)                                               |
| малый десантный корабль типа BATRAL      | LST-92          | «Rancagua»                  | с 8 августа 1983 года   | в строю         |                                                                                      |
| малый десантный корабль типа BATRAL      | LST-95          | «Chacabuco»                 | с 27 мая 1986 года      | в строю         |                                                                                      |
| Вспомогательные корабли                  |                 |                             |                         |                 |                                                                                      |
| минный заградитель типа «Visborg»        | BMS-42          | «Almirante Merino»          | с 1997 года             | в строю         | бывший HMS «Älvsborg», в ВМФ Чили используется как корабль поддержки подводных лодок |
| танкер                                   | AO-53           | «Araucano»                  | с 1967 года             | в строю         |                                                                                      |
| буксир                                   | ATF −66         | «Galvarino»                 | с 20 ноября 1987 года   | в строю         | бывший «Maersk Traveller»                                                            |
| Учебные корабли                          |                 |                             |                         |                 |                                                                                      |
| баркентина                               | BE-43           | «Esmeralda»                 | с 15 июня 1954 года     | в строю         |                                                                                      |

### Военно-морская авиация
| Обозначение формирования или части | Вооружение и оснащение | Место расположения |
| ---------------------------------- | ---------------------- | ------------------ |
| Поисково-спасательная эскадрилья   | нет данных             | Конкон             |
| нет данных                         | нет данных             | нет данных         |

### Морская пехота

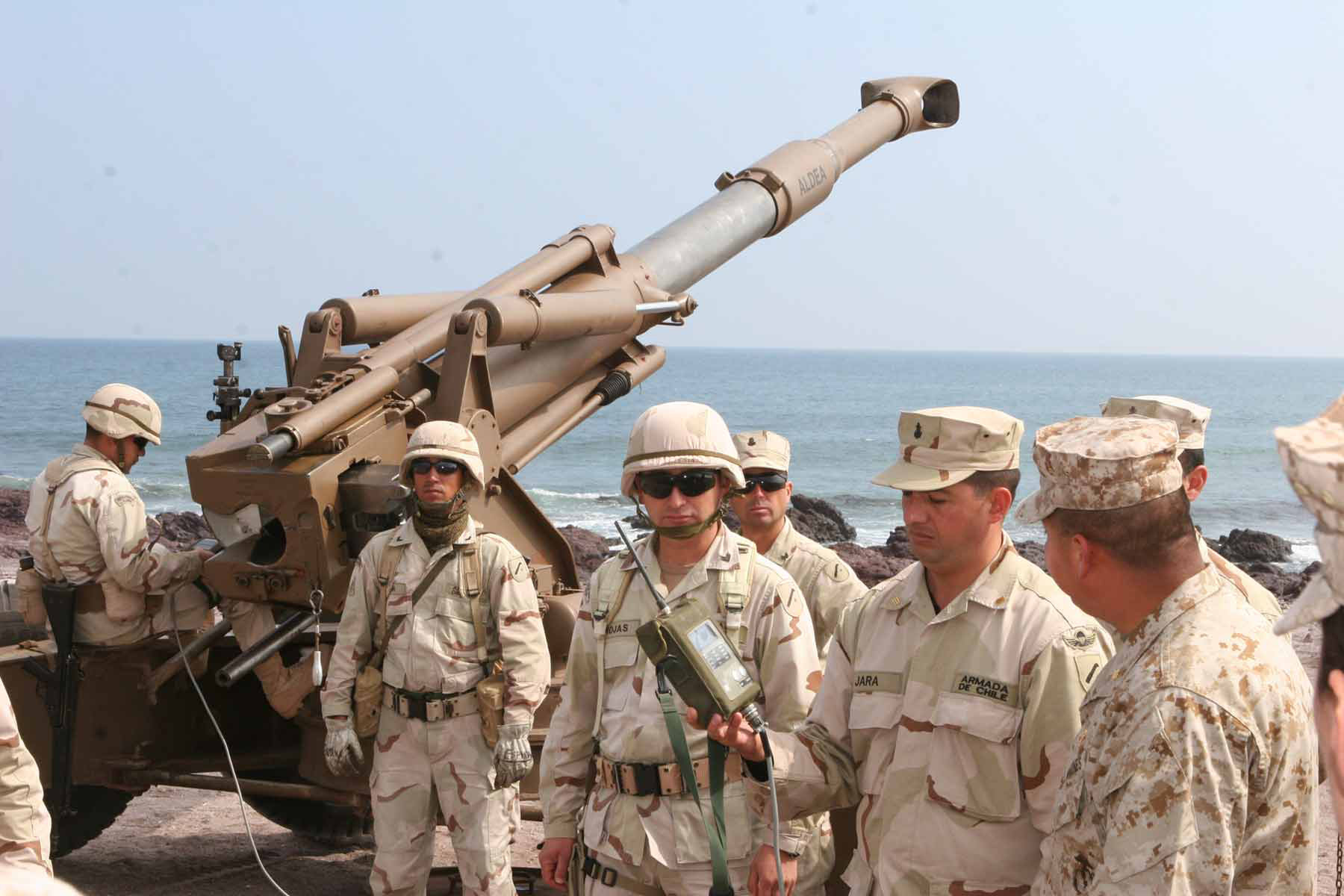
Артиллеристы корпуса морской пехоты Чили

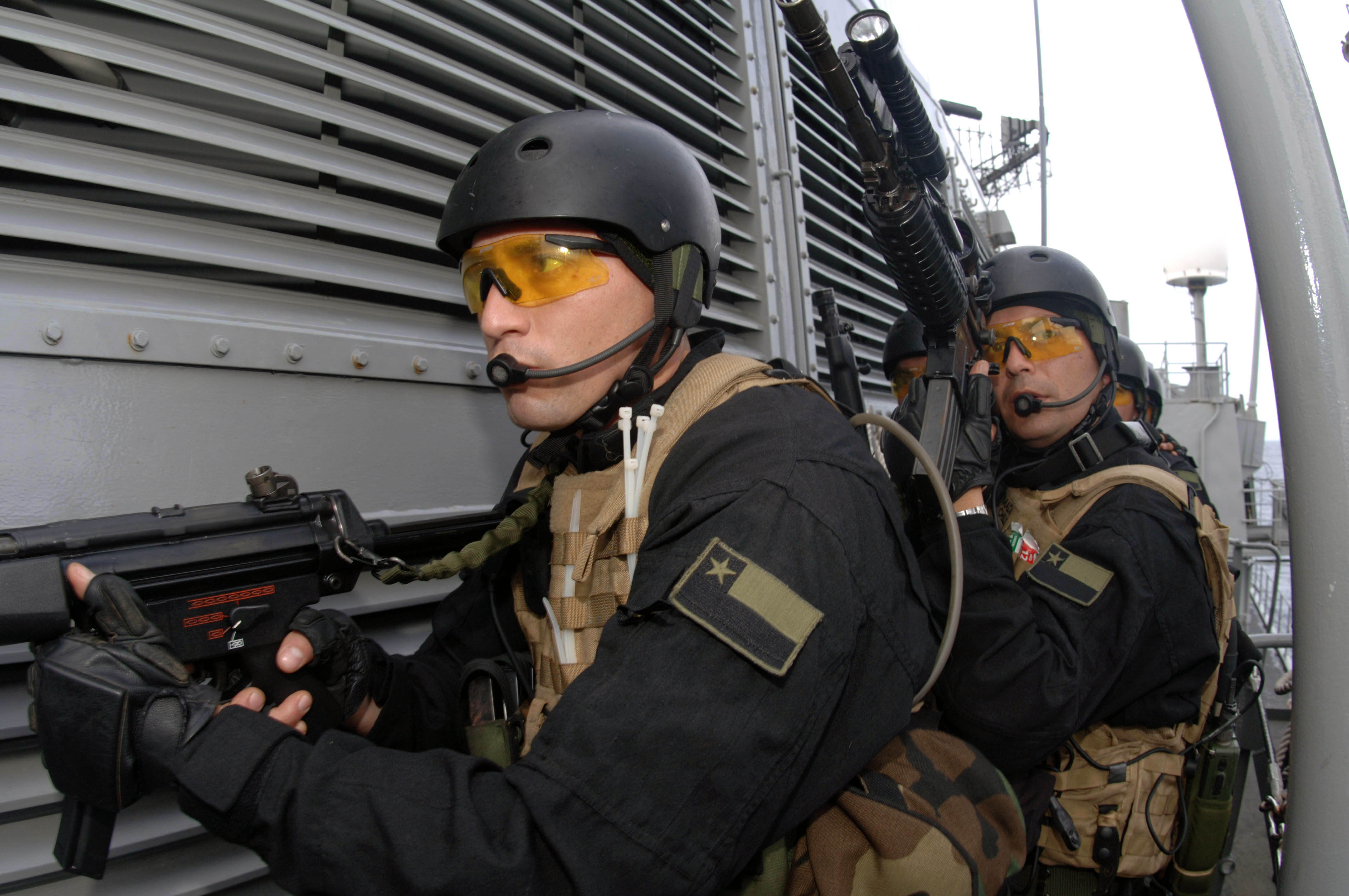
Спецназ ВМС Чили

Командование Корпуса морской пехоты Чили
- Отряд морской пехоты No.1 «Линч» (исп. Destacamento de Infantería de Marina No.1 «Lynch»)
- Отряд морской пехоты No.2 «Миллер» (исп. Destacamento de Infantería de Marina No.2 «Miller»)
- Отряд морской пехоты No.3 «Альдеа» (исп. Destacamento de Infantería de Marina No.3 «Aldea»)
- Отряд морской пехоты No.4 «Кокрейн» (исп. Destacamento de Infantería de Marina No.4 «Cochrane»)
- Диверсионно-десантная группа морской пехоты No.51 (исп. Agrupación de Comandos de Infantería de Marina No.51)
- Центр материально-технического обеспечения морской пехоты (исп. Centro de Apoyo Logístico del Cuerpo de Infantería de Marina)
- Школа морской пехоты «Команданте Хайме Чарлес» (исп. Escuela de Infantería de Marina del «Comandante Jaime Charles»)

### Спецназ ВМС
- Группа тактических водолазов (исп. )
- Диверсионнo-десантная группа морской пехоты No.51 (исп. Agrupación de Comandos de Infantería de Marina)

## Техника и вооружение

### Военно-морская авиация

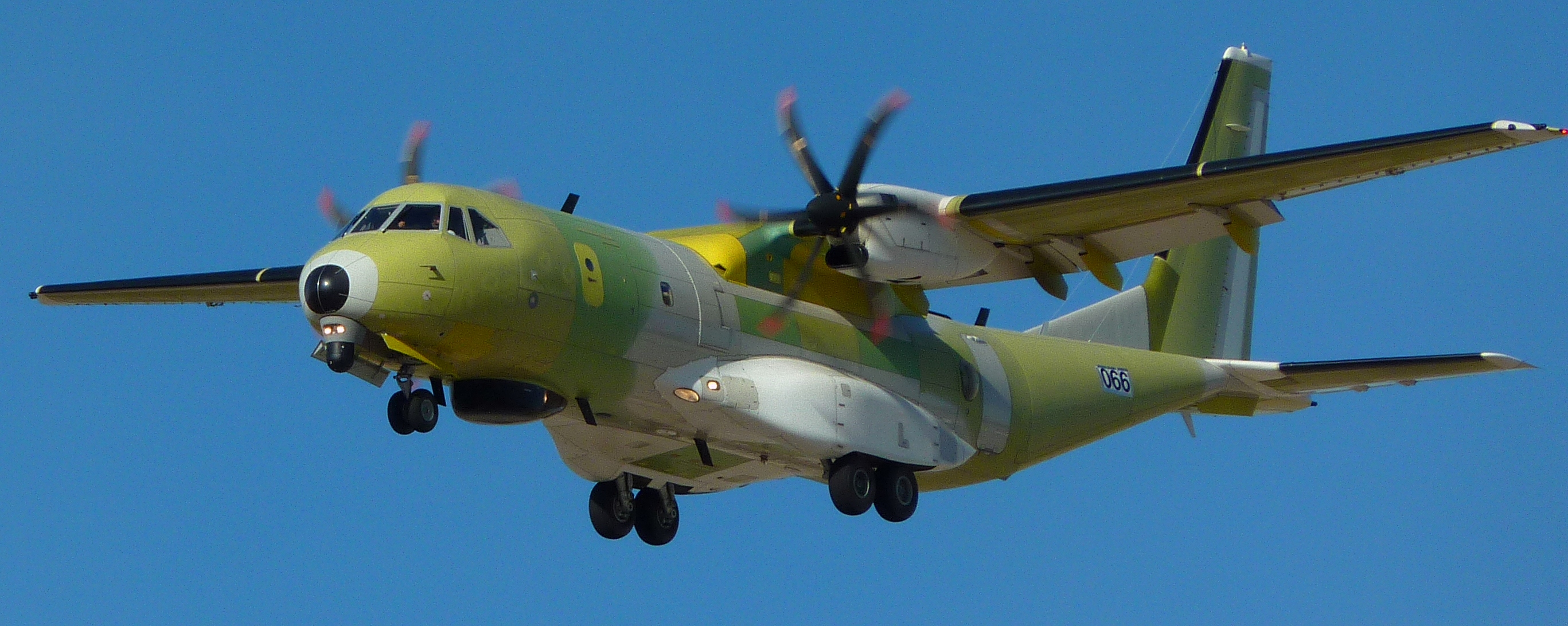
Разведывательный противолодочный самолёт CASA C-295 Persuader

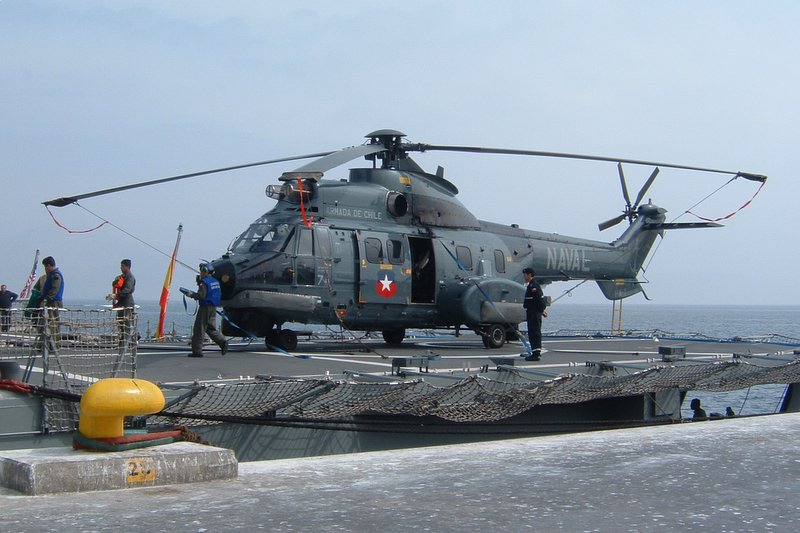
Многоцелевой ударный вертолёт Eurocopter AS532SC

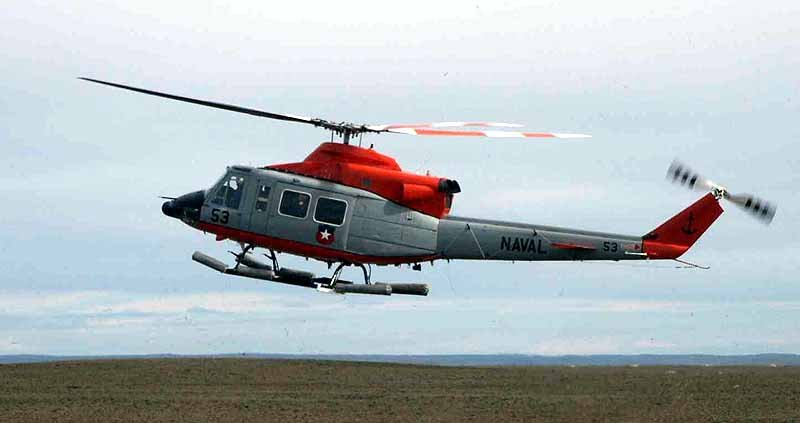
Вертолёт общего назначения Bell Helicopter Textron 412

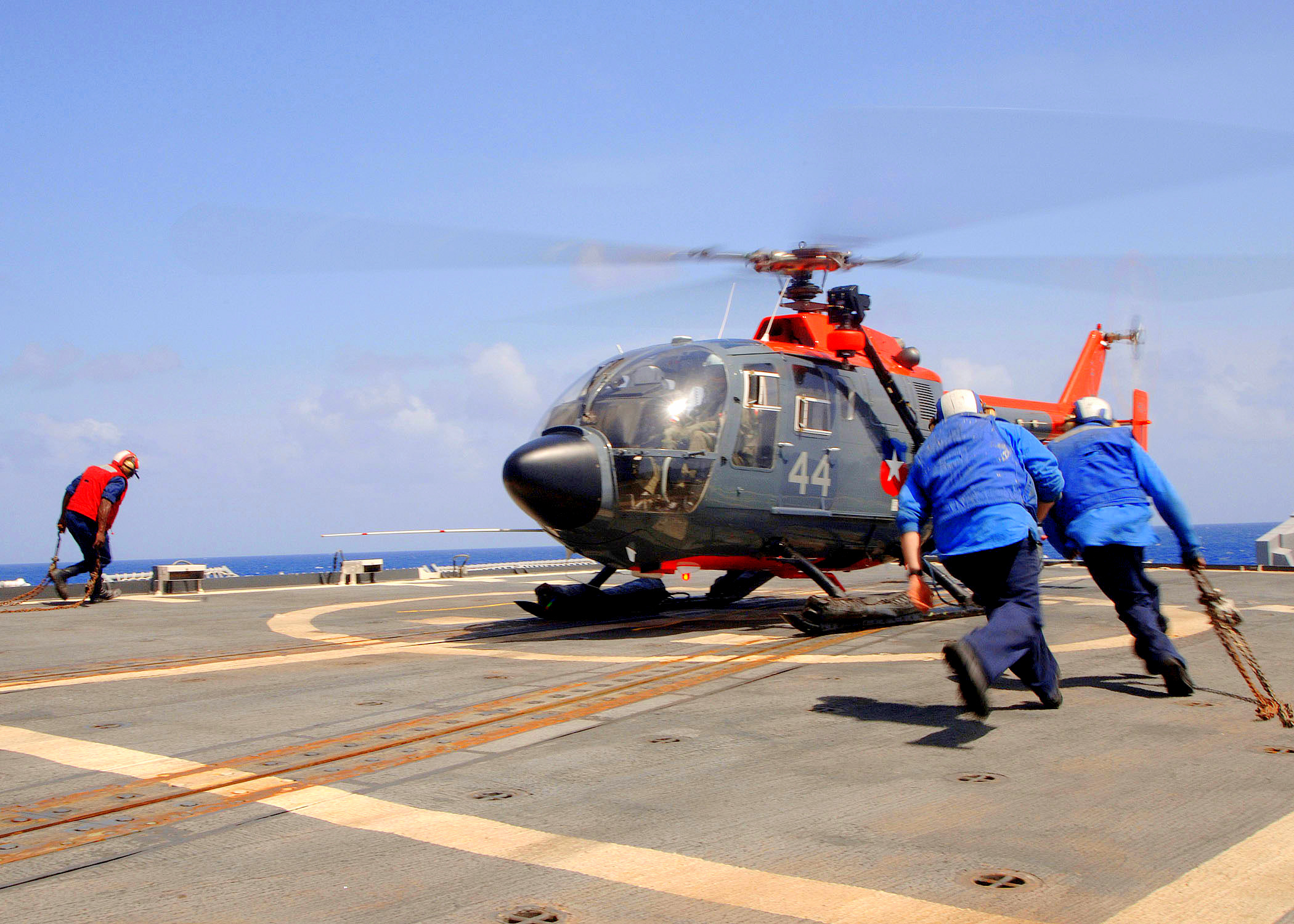
Вертолёт общего назначения MBB BO 105C

Данные о технике и вооружении авиации ВМС Чили взяты со страницы журнала Aviation Week & Space Technology. и официальной страницы ВМС Чили.
| Тип                              | Производство | Назначение                                    | Количество | Примечания |          |
| Самолёты                         | Самолёты     | Самолёты                                      | Самолёты   | Самолёты   | Самолёты |
| -------------------------------- | ------------ | --------------------------------------------- | ---------- | ---------- | -------- |
| CASA C-212A                      | Испания      | транспортный самолёт                          | 3          |            |          |
| CASA C-295 Persuader             | Испания      | разведывательный противолодочный              | 3          |            |          |
| Cessna O-2A                      | США          | патрульный самолёт                            | 8          |            |          |
| Embraer EMB-111AN                | Бразилия     | разведывательный самолёт транспортный самолёт | 5          |            |          |
| Lockheed P-3A                    | США          | разведывательный противолодочный              | 4          |            |          |
| Pilatus PC-7                     | Швейцария    | учебно-тренировочный                          | 7          |            |          |
| Вертолёты                        |              |                                               |            |            |          |
| Bell Helicopter Textron 206B     | США          | общего назначения                             | 4          |            |          |
| Bell Helicopter Textron 412      | США          | общего назначения                             | 2          |            |          |
| Bell Helicopter Textron TH-57    | США          | общего назначения                             | 2          |            |          |
| Aérospatiale AS.332L1 Super Puma | Франция      | общего назначения                             | 7          |            |          |
| Eurocopter AS532SC               | Франция      | многоцелевой ударный                          | 4          |            |          |
| MBB BO 105C                      | Германия     | общего назначения                             | 5          |            |          |

### Морская пехота
| Тип            | Производство   | Назначение                     | Количество   | Примечания   |              |
| Бронетехника   | Бронетехника   | Бронетехника                   | Бронетехника | Бронетехника | Бронетехника |
| -------------- | -------------- | ------------------------------ | ------------ | ------------ | ------------ |
| FV101 Scorpion | Великобритания | Боевая разведывательная машина | нет данных   |              |              |
| Вездеходы      |                |                                |              |              |              |
| Bv 206         | Швеция         | гусеничный вездеход            | нет данных   |              |              |
| HMMWV          | США            | колёсный вездеход              | нет данных   |              |              |
| Артиллерия     |                |                                |              |              |              |
| Soltam M-71    | Израиль        | 155 мм буксируемая гаубица     |              |              |              |

## Флаги кораблей и судов

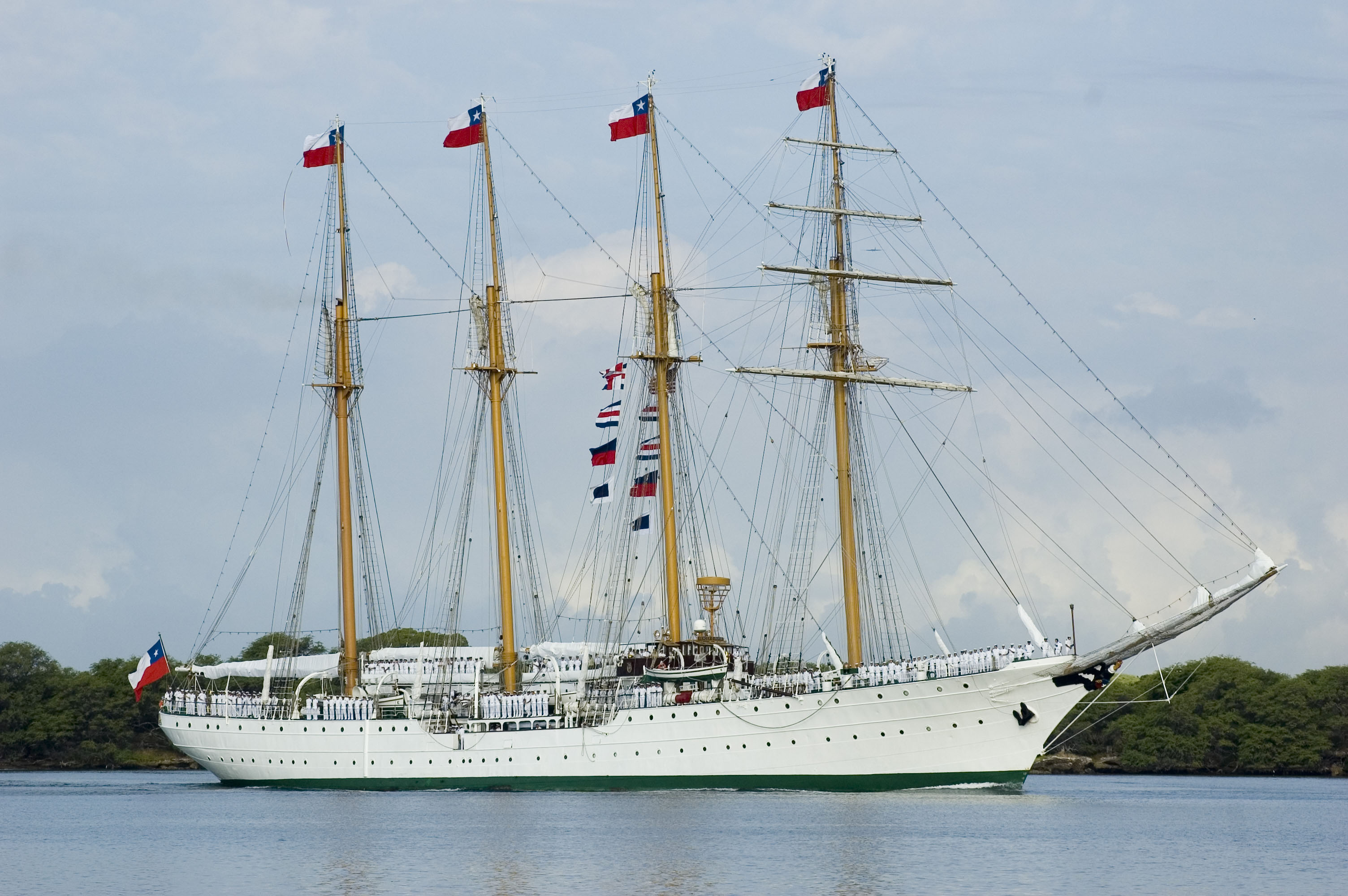
Баркентина BE-43 «Esmeralda»

| Флаг | Гюйс | Вымпел боевых кораблей |
| ---- | ---- | ---------------------- |
|      |      | нет данных             |

## Знаки различия

### Адмиралы и офицеры
| Категории               | Адмиралы  | Адмиралы      | Адмиралы       | Адмиралы | Старшие офицеры    | Старшие офицеры    | Старшие офицеры    | Младшие офицеры   | Младшие офицеры | Младшие офицеры   | Младшие офицеры |
| ----------------------- | --------- | ------------- | -------------- | -------- | ------------------ | ------------------ | ------------------ | ----------------- | --------------- | ----------------- | --------------- |
|                         |           |               |                |          |                    |                    |                    |                   |                 |                   |                 |
| Чилийское звание        | Almirante | Vicealmirante | Contralmirante | Comodoro | Capitán de Navío   | Capitán de Fragata | Capitán de Corbeta | Teniente 1°       | Teniente 2°     | Subteniente       | Guardiamarina   |
| Российское соответствие | Адмирал   | Вице-адмирал  | Контр-адмирал  | нет      | Капитан 1-го ранга | Капитан 2-го ранга | Капитан 3-го ранга | Капитан-лейтенант | Лейтенант       | Младший лейтенант | Старший мичман  |

### Сержанты и матросы
| Категории               | Подофицеры       | Подофицеры | Сержанты и старшины          | Сержанты и старшины | Сержанты и старшины | Матросы            | Матросы  |
| ----------------------- | ---------------- | ---------- | ---------------------------- | ------------------- | ------------------- | ------------------ | -------- |
|                         |                  |            |                              |                     |                     |                    |          |
| Чилийское звание        | Suboficial Mayor | Suboficial | Sargento 1°                  | Sargento 2°         | Cabo 1°             | Cabo 2°            | Marinero |
| Российское соответствие | Старший мичман   | Мичман     | Главный корабельный старшина | Главный старшина    | Старшина 1-й статьи | Старшина 2-й сатьи | Матрос   |